# Tomasz Śpiewak
Tomasz Maria Śpiewak (ur. 12 września 1936 w Krakowie, zm. 7 lutego 2017 w Melbourne) – polski kompozytor i aranżer.

## Życiorys
Absolwent Państwowej Szkoły Muzycznej I i II stopnia w Krakowie, student Uniwersytetu Jagiellońskiego w Krakowie, absolwent University of Melbourne w Australii. Od 1974 roku mieszkał w Melbourne.
Jako pianista, kompozytor i aranżer pracował w Zespole Wojska Polskiego, w Kabarecie Wagabunda (także jako kierownik zespołu muzycznego), oraz w Orkiestrze Polskiego Radia i Telewizji. Pracując w Skandynawii w latach 1971–1974, należał do kwartetu muzycznego. Od 1982 do 2001 był nauczycielem w Box Hill College of Music w Melbourne. Od 1998 roku był wykładowcą w Szkole Muzycznej Sił Obronnych Australii.

## Życie prywatne
Był synem Antoniego (ur. 4.03.1895 w Dąbrówce Pniowskiej – zm. 24.12.1943 w Krakowie) oraz Janiny z d. Mermon (ur. 24.04.1906 w Krakowie – zm. 5.09.2000 tamże). Miał siostrę - Łucję (ur. 11.11.1934 w Krakowie – zm. 8.08.2013 tamże). Był żonaty.

## Kompozycje
- sześć preludiów na wibrafon (1988–1995)
- trio na dwa saksofony i fortepian (1991)
- sonata na puzon i fortepian (1992)
- Roller Coaster na wiolonczelę (1996)
- utwory na Bazoon i fortepian (1996)
- dwa kwartety saksofonowe (1988, 2003); pierwszy grany w Japonii na World Saxophone Congress, także w Chinach i Niemczech, przez Peter Clinch Saxophone Quartet
- sonatina na saksofon i fortepian (1999)
- palindrom na kwartet saksofonowy (2003)
- kwartet saksofonowy From Rag to Funk (2003)
- dwie sonaty na saksofony: tenorowy i barytonowy
- 11 utworów i trzy duety na marimbę
- Floral Suite na saksofon altowy i fortepian
- Scherzetto i taniec chodzony na b. saksofon i fortepian
- wokalizy dla nowoczesnych wokalistów

## Publikacje
- „Kształcenie słuchu dla muzyków i studentów” Tom I – IV (Nagroda Stanu Wiktoria za najlepszą innowacyjną książkę roku 1994).
- Utwory wydane przez reedmusic.com

Nagrania
- Jutrzenka śpiewa (Zespół Jutrzenka dyr Maryla Skóra & Tomasz Śpiewak na fortepianie)
- 01 Chwała Tobie Panie
- 02 Mary’s Boy Child
- 03 Mizerna Cicha
- 04 Gdy Śliczna Panna
- 05 Kolęda
- 06 O Madonno
- 07 Gromniczna Gażdzina
- 08 Ave Maria
- 09 Niepokalana
- 10 Maryjo Śliczna Pani
- 11 Golgoto
- 12 Chrystusie
- 13 Krzyżu Święty
- 14 Zmartwychwstał Pan
- 15 Czemu a Czemu
- 16 Ave Maria
- 17 The Day You Came To My Life
- 18 Ziemio

- Metro (Saxe Saxophone Quartet: Micheal Lichnovsky alto i soprano sax & Heather Tyas alto sax & Georgia Parry tenor sax & Sara O’Reilly baritone sax) – Tomasz Śpiewak kompozytor
- 01 Quartet for Saxophones – Allegro molto
- 02 Quartet for Saxophones – Chorale
- 03 Quartet for Saxophones – Scherzo
- 04 Quartet for Saxophones – Finale-Rondo
- 05 Martin goes to school
- SAXE001
- Nagranie dokonano w Clarendon College i Ballarat
- Inżynier dźwięku Lindon Kris